# Скала, Ян

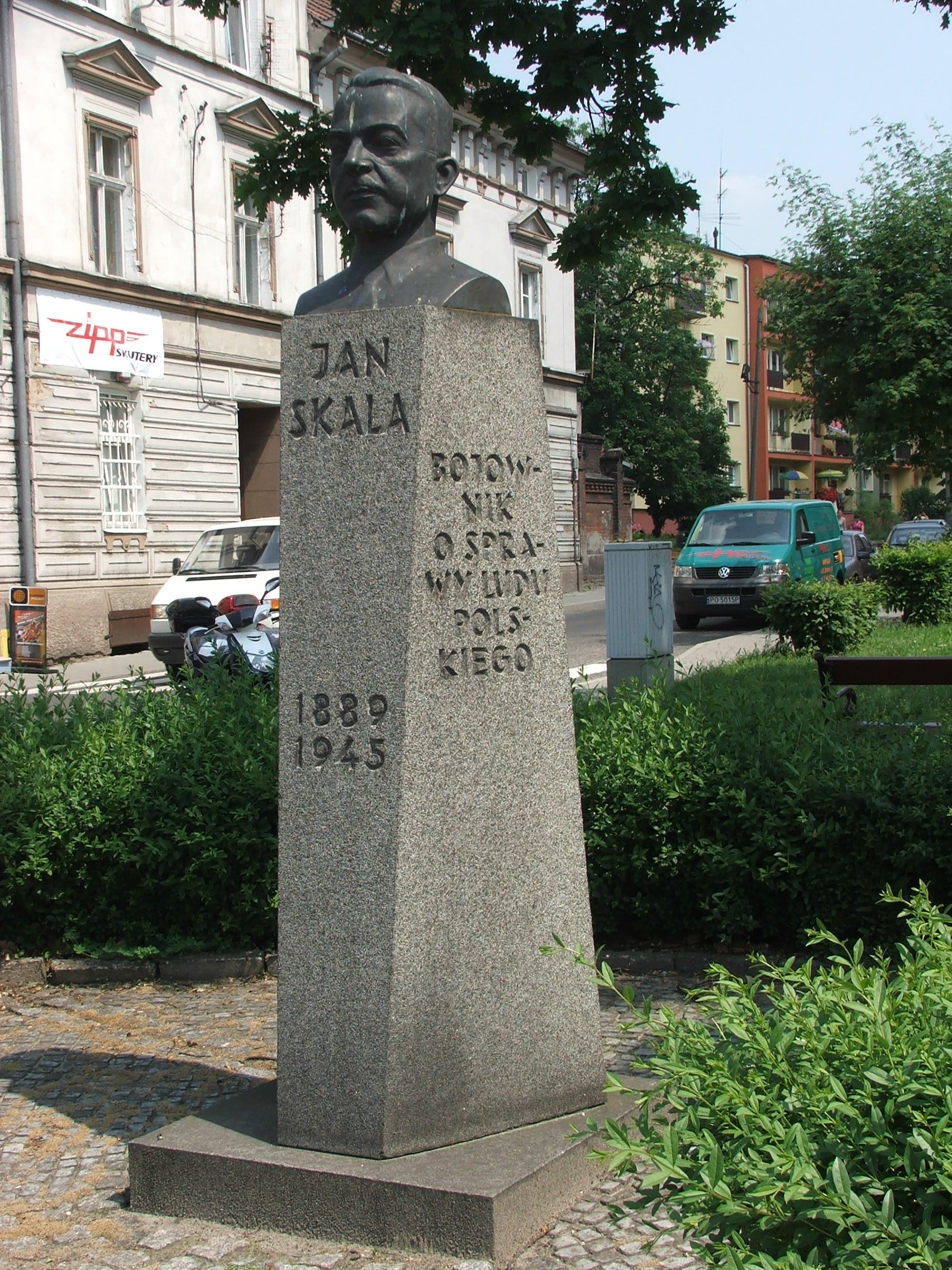
Памятник в польском городе Намыслув

Ян Ска́ла (в.-луж. Jan Skala, 17 июня 1889 года, Небельчицы, Лужица, Германия — 22 января 1945 года, деревня Дзедзице, около города Намыслув, Польша) — лужицкий писатель, поэт, публицист и общественный деятель.

## Биография
Родился 17 июня 1889 года в рабочей семье в серболужицкой коммуне Небельчицы. В 1901 году поступил в гимназию в Будишине, но вскоре был вынужден оставить обучения из-за нехватки денежных средств. В 1902 году закончил рабочие курсы и до 1916 года работал на различных предприятиях химической промышленности. Писал небольшие статьи для газет социал-демократической прессы. В 1910 году опубликовал свои первые стихотворения. В 1912 году вступил в серболужицкую культурно-просветительскую организацию «Матица сербская». С 1916 года участвовал в сражениях Первой мировой войны на Балканах и на Восточном фронте в России. В 1920 году был одним из основателей Лужицкой народной партии (сегодня — Лужицкий альянс). В 1921 году работал в редакции серболужицкой газеты «Serbske Nowiny». В 1924 году вступил в «Союз поляков в Германии». Участвовал в деятельности Союза национальных меньшинств Германии. В 1925 году основал печатный орган Союза национальных меньшинств Германии ежемесячник «Kulturwehr» и был его главным редактором до 1936 года. Поддерживал связи с демократической интеллигенцией в Чехословакии и Польши.
После прихода к власти нацистов подвергался гонениям за свою прошлую политическую деятельность. В 1936 году ему запретили заниматься журналисткой деятельностью. В 1937 году был арестован с другими серболужицкими общественными и культурными деятелями. Находился в заключении в Дрездене в течение 9 месяцев. После освобождения работал на различных предприятиях в Берлине и Будишине. В 1943 году покинул Берлин и поселился в родной деревне своей жены в Нижней Силезии.
22 января 1945 года застрелен красноармейцем, ворвавшимся в его квартиру.

## Сочинения
- Wo serbskich prašenjach. Přispomnjenja k serbskemu programej, Praha 1922
- Skrě. Zběrka z lubosće khwilow, Budyšin 1923
- Stary Šymko (Старый Шимко), Budyšin 1924
- Die nationalen Minderheiten im Deutschen Reich und ihre rechtliche Situation, Bautzen 1929

## Память
- В 1965 году в польском городе Намыслув был установлен памятник Яну Скале.
- Именем Яна Скалы названа улица в Баутцене.